# 教父学
教父学（きょうふがく、ラテン語: patrologia, 英語: patrology, patristics, ロシア語: Патристика）は、教父に関する学問・研究。聖師父学とも訳し、patrologyは教父文献学、patristicsは教父研究とも訳す。

## 概要
教父についての研究はギリシア教父であるエウセビオスの『教会史』やラテン教父であるヒエロニムスの『著名者列伝』などに含まれていて4世紀からあり、15世紀以後に盛んになった。Patrologia（教父学）という名称は17世紀ドイツのルター派神学者J.ゲルハルト（1582年 - 1637年）が初めて学問名として使った用語で、遺稿『Patrologia』（1653年刊）がある。ゲルハルトのPatrologiaは教父の伝記と著書を扱ったが、今日のパトロロジー (patrology) は教父の思想を主に扱い、theologia patristica（教父神学）という17世紀以来の学科名の守備範囲とほぼ同じである。
広く教父というと、ときに中世の神学者を含めることがあり、また正教会においては教父（聖師父）は過去だけではなく今後も現れる者という考えがあるが、教父学で対象とする教父は今日すべての教父を対象とするわけではなく限定的で一般的に、東方教会では使徒時代直後（2世紀初頭ごろ）から、7回の公会議（全地公会議、325年-787年）の時期に至るまでの教父（聖師父）を対象とし、具体的にはダマスカスのヨハネ（670年ごろ-750年ごろ）までが対象とされ、西方教会では東方教会より100年間以上狭くグレゴリウス1世 (540年ごろ-604年) またはセビリアのイシドルス（560年ごろ-636年）までの教父が教父学の対象とされる。

## 20世紀の正教神学において
20世紀になってロシアはロシア革命によって無神論を掲げる共産党政権になった。祖国を逃れ亡命した多くのロシア人の一人であるゲオルギー・フロローフスキーは、1936年にアテネの正教神学会議において、聖師父（教父）の伝統への復帰を説いた。これが契機となって正教の神学者による聖師父（教父）についての探求が盛んになり、正教神学は大きく転換することになった。フロローフスキーはパリの神学大学の教父学担当教授を務めた神学者で、そのneo-patristic synthesis（新教父学的総合）で知られる。フロローフスキーに続く新教父学の主な学者はパーヴェル・エフドキーモフ、ウラジーミル・ロースキー、オリヴィエ・クレマン、ジョン・メイエンドルフ、アレクサンドル・シュメーマンなどである。

## 教父の著作原典の校訂版
- ジャック・ポール・ミーニュ（フランス語版、英語版）『教父学全集』（Patrologiae cursus completus、『ミーニュ教父叢書』とも[14]。）、1844年～1866年。
  - 『ギリシア教父全集（ラテン語版、ギリシア語版、フランス語版、英語版）』（Patrologia Graeca、『ギリシア教父叢書』とも[14]。）、161巻。
  - 『ラテン教父全集（ラテン語版、フランス語版、英語版）』（Patrologiae Latina、『ラテン教父叢書』とも[14]。）、221巻。